# Policy and charging rules function
La función de políticas y cobros (del inglésPolicy and Charging Rules Function) (PCRF) es el nodo de software designado en tiempo-real para determinar reglas de políticas en una red multimedia. Como herramienta de política, el PCRF juega una función central en redes de próxima generación. A diferencia de motores de política previos que se incorporaban a una red existente para aplicar políticas, el PCRF es un componente de software que opera en el núcleo de red y en las bases de datos de suscriptor de los accesos y otras funciones especializadas, tales como el sistema de tasación, de una manera centralizada. Debido a que opera en tiempo real, el PCRF tiene una importancia estratégica aumentada y un rol potencial más amplio que los motores de política tradicional.  Esto ha llevado a una proliferación de productos PCRF desde el 2008.
El PCRF es la parte de la arquitectura de red que reúne información desde y hacia la red, los sistemas de soporte operacional, y otras fuentes (como portales) en tiempo real, permitiendo la creación de reglas y luego tomando decisiones de política automáticamente para cada suscriptor activo en la red. Tal red podría ofrecer servicios múltiples, niveles de calidad de servicio (QoS), y reglas de tasación. El PCRF puede proporcionar una solución agnóstica a la red (para redes cableadas e inalámbricas) y también puede habilitar enfoques multi-dimensionales que ayuden a crear una plataforma lucrativa e innovadora para los operadores. El PCRF también se puede integrar con plataformas diferentes como facturación, tasación, índice de audiencia y base de datos de suscriptor o también puede ser desplegado como entidad autónoma.
PCRF juega una función clave en VoLTE como mediador de recursos de red para las redes IP Sistemas Multimedia para establecer las llamadas y asignar el ancho de banda al originador de la llamada con atributos configurados. Esto habilita al operador a ofrecer servicios de voz diferenciados a su(s) usuario(s) cobrando una prima.[cita requerida] Los operadores también tienen la oportunidad de utilizar PCRF para priorizar las llamadas a números de emergencia en las redes de siguiente generación.[cita requerida]